# Mimoun Mahi
Mimoun Mahi (La Haya, 13 de marzo de 1994) es un futbolista neerlandés nacionalizado marroquí que juega en la demarcación de delantero para el De Graafschap de la Eerste Divisie.

## Selección nacional
Tras jugar seis partidos con la selección de fútbol sub-18 de los Países Bajos, la sub-19, y la sub-21 finalmente el 1 de septiembre de 2017, tras tener también la nacionalidad marroquí, hizo su debut con la selección de fútbol de Marruecos en un encuentro contra Mali que finalizó con un resultado de 6-0 a favor del combinado marroquí tras los goles de Achraf Hakimi, Khalid Boutaïb, Fayçal Fajr, un doblete de Hakim Ziyech y un gol del propio Mahi. Además llegó a disputar un partido de la clasificación para la Copa Mundial de Fútbol de 2018.

### Goles internacionales
| # | Fecha                   | Estadio                                   | Oponente | Gol | Resultado | Competición                                          |
| - | ----------------------- | ----------------------------------------- | -------- | --- | --------- | ---------------------------------------------------- |
| 1 | 1 de septiembre de 2017 | Estadio Moulay Abdellah, Rabat, Marruecos | Mali     | 6–0 | 6-0       | Clasificación para la Copa Mundial de Fútbol de 2018 |

## Clubes
| Club                   | País         | Año       | Partidos | Goles |
| ---------------------- | ------------ | --------- | -------- | ----- |
| Sparta Rotterdam       | Países Bajos | 2012-2014 | 40       | 7     |
| F. C. Groningen        | Países Bajos | 2014-2019 | 138      | 39    |
| F. C. Zürich           | Suiza        | 2019-2020 | 19       | 3     |
| F. C. Utrecht          | Países Bajos | 2020-2023 | 50       | 13    |
| S. C. Cambuur (cedido) | Países Bajos | 2023      | 12       | 1     |
| De Graafschap          | Países Bajos | 2023-     | 48       | 8     |

## Palmarés

### Campeonatos nacionales
| Título                   | Club            | País         | Año  |
| ------------------------ | --------------- | ------------ | ---- |
| Copa de los Países Bajos | F. C. Groningen | Países Bajos | 2015 |